# Oncodostigma leptoneura
Oncodostigma leptoneura är en kirimojaväxtart som beskrevs av Friedrich Ludwig Diels. Oncodostigma leptoneura ingår i släktet Oncodostigma och familjen kirimojaväxter. Inga underarter finns listade i Catalogue of Life.